# Manchester (Iowa)
Manchester település az Amerikai Egyesült Államok Iowa államában, Delaware megyében, melynek megyeszékhelye is. Lakosainak száma 5065 fő (2020. április 1.).

## Népesség
A település népességének változása:

| 2010 | 5 179 |
| 2020 | 5 065 |